# Athesans-Étroitefontaine
Athesans-Étroitefontaine ist eine französische Gemeinde im Département Haute-Saône in der Region Bourgogne-Franche-Comté.

## Geographie
Athesans-Étroitefontaine liegt auf einer Höhe von 300 m über dem Meeresspiegel, acht Kilometer nordöstlich von Villersexel und etwa 26 Kilometer östlich der Stadt Vesoul (Luftlinie). Die Doppelgemeinde erstreckt sich auf einem Plateau am nordöstlichen Rand der Ebene von Villersexel, westlich der Talniederung des Rognon, am Westrand der Höhen des Bois de Granges.
Die Fläche des 12,88 km² großen Gemeindegebiets umfasst einen Abschnitt der leicht gewellten Landschaft bei Villersexel. Der zentrale Teil des Gebietes wird vom Plateau von Athesans eingenommen, das durchschnittlich auf 300 m liegt und dessen Untergrund aus sandig-mergeligen Schichten des Lias besteht. Es ist mit Acker- und Wiesland bestanden, zeigt aber auch einige größere Waldflächen. Entwässert wird das Plateau durch den Rognon, der hier verschiedene kurze Seitenbäche aufnimmt. Er fließt durch eine breite Talniederung nach Süden zum Scey. Zum Gemeindegebiet gehören auch die beiden Weiher Étang de la Mouillère und Étang Lombard. Nach Westen reicht das Areal bis ins Tälchen des Ruisseau Basse-Fontaine, eines weiteren Zuflusses des Scey.
Östlich des Rognon-Tals steigt das Gelände allmählich an. Hier befindet sich das ausgedehnte Waldgebiet des Bois de Saint-Georges, das die westlichsten Ausläufer der Hügel und Plateaus des Bois de Granges bedeckt. Es ist hauptsächlich aus Buntsandstein aufgebaut. Mit 367 m wird im Bois de Saint-Georges die höchste Erhebung von Athesans-Étroitefontaine erreicht.
Die Gemeinde besteht aus drei Ortsteilen:
- Athesans (300 m) auf dem Plateau westlich des Rognontals
- Étroitefontaine (285 m) auf dem Plateau nördlich der Talebene des Scey
- Saint-Georges (278 m), Weiler in der Talniederung des Rognon am Westrand des Bois de Saint-Georges

Nachbargemeinden von Athesans-Étroitefontaine sind La Vergenne und Moffans-et-Vacheresse im Norden, Mignavillers im Osten, Senargent-Mignafans im Süden sowie Villafans und Gouhenans im Westen.

## Geschichte
Erstmals urkundlich erwähnt wird Athesans im Jahr 1174 unter dem Namen Athesun. Im Lauf der Zeit erschienen die Schreibweisen Athesans (1431), Atessan (1696), Athesans-Saint-Georges (1789) und Athesans-les-Forges (1793). Das Gemeindegebiet war bereits zur Zeit der Merowinger bewohnt, was durch den Fund verschiedener Gräber bei Saint-Georges im 19. Jahrhundert belegt ist. Seit dem 12. Jahrhundert bildete Athesans eine eigene Herrschaft. Zusammen mit der Franche-Comté gelangte das Dorf mit dem Frieden von Nimwegen 1678 definitiv an Frankreich.
Im Jahr 1717 gründete die Familie Perreney de Baleure die Eisenhütte von Saint-Georges. Sie bildete lange Zeit die wirtschaftliche Grundlage für die Bevölkerung der Umgebung und wurde nach der Französischen Revolution verstaatlicht. Der letzte Hochofen stellte seinen Betrieb 1865 ein. Ferner wurde im Bereich von Athesans Eisenerz und Salz sowie im Bois de Saint-Georges Buntsandstein abgebaut. Seit der Zeit der Französischen Revolution bildeten Athesans und Saint-Georges eine Gemeinde. Ende 1972 fusionierte Athesans mit Étroitefontaine, das damals rund 40 Einwohner zählte, zur Doppelgemeinde Athesans-Étroitefontaine. Seit 2000 ist Athesans-Étroitefontaine Mitglied des Gemeindeverbandes Communauté de communes du Pays de Villersexel.

## Bevölkerung
| Jahr                       | 1962 | 1968 | 1975 | 1982 | 1990 | 1999 | 2007 | 2018 |
| Einwohner                  | 479  | 604  | 545  | 573  | 584  | 564  | 594  | 649  |
| Quellen: Cassini und INSEE |      |      |      |      |      |      |      |      |

## Sehenswürdigkeiten
Die Kirche Saint-Servais in Athesans wurde im 19. Jahrhundert im Stil der Neugotik errichtet und besitzt eine der ältesten Glocken des Départements Haute-Saône (um 1500). Das Château von Athesans stammt aus dem 18. Jahrhundert, dasjenige von Saint-Georges, das dem Besitzer der Eisenhütte gehörte, aus dem 19. Jahrhundert. In Étroitefontaine befindet sich ein Brunnen aus dem 19. Jahrhundert.

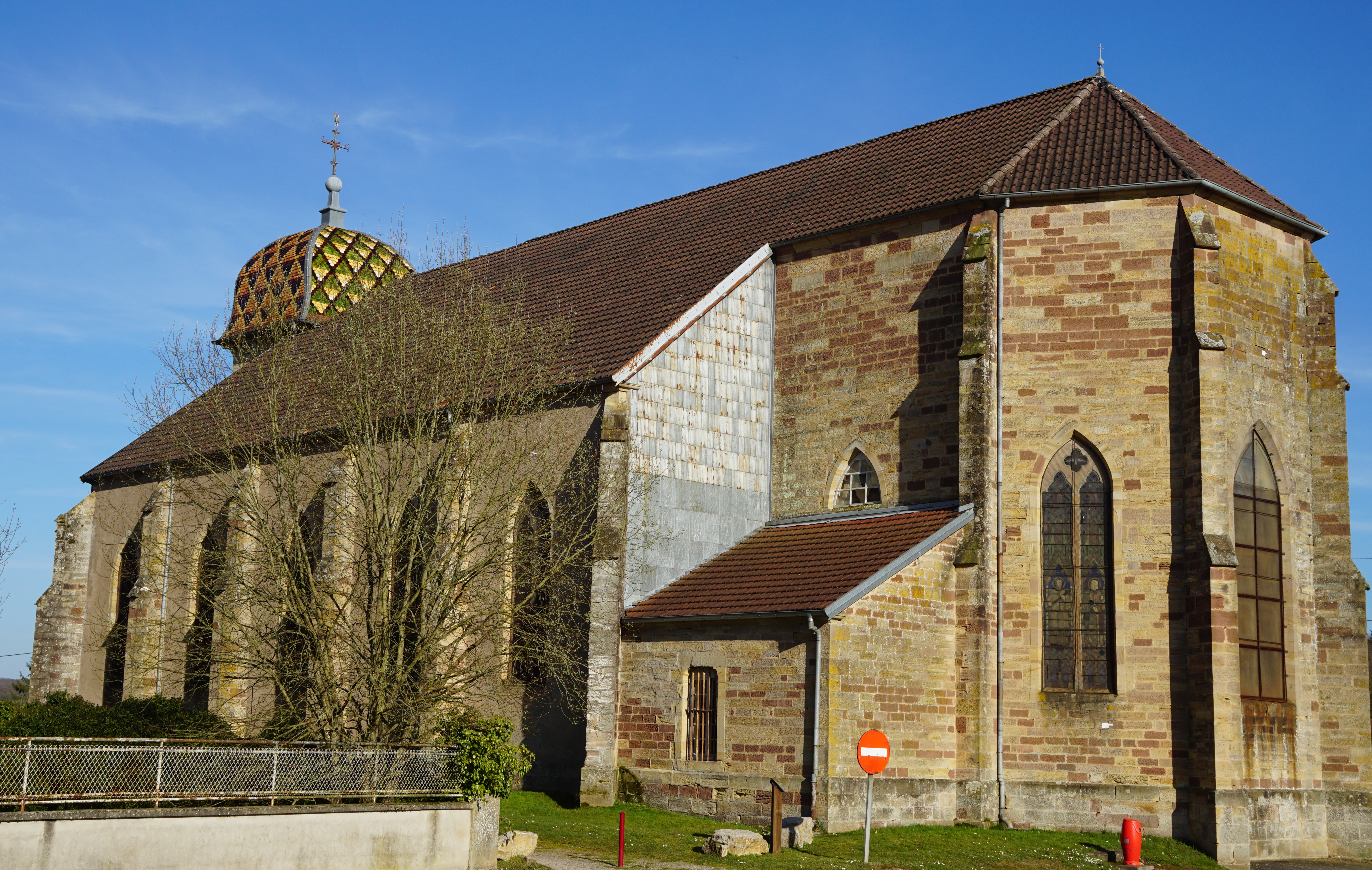
Kirche Saint-Servais
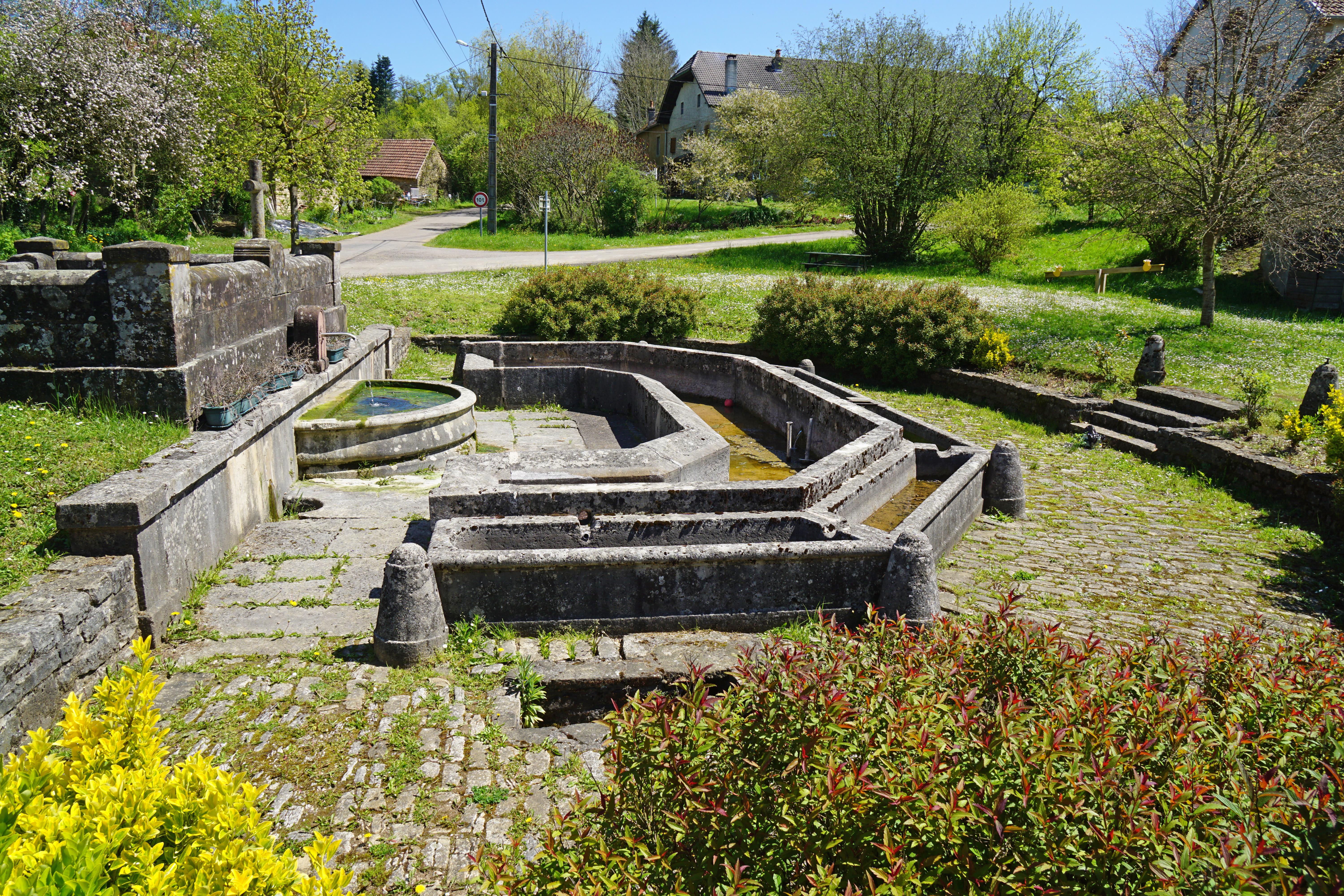
Ehemaliger Brunnen-Waschplatz in Étroitefontaine
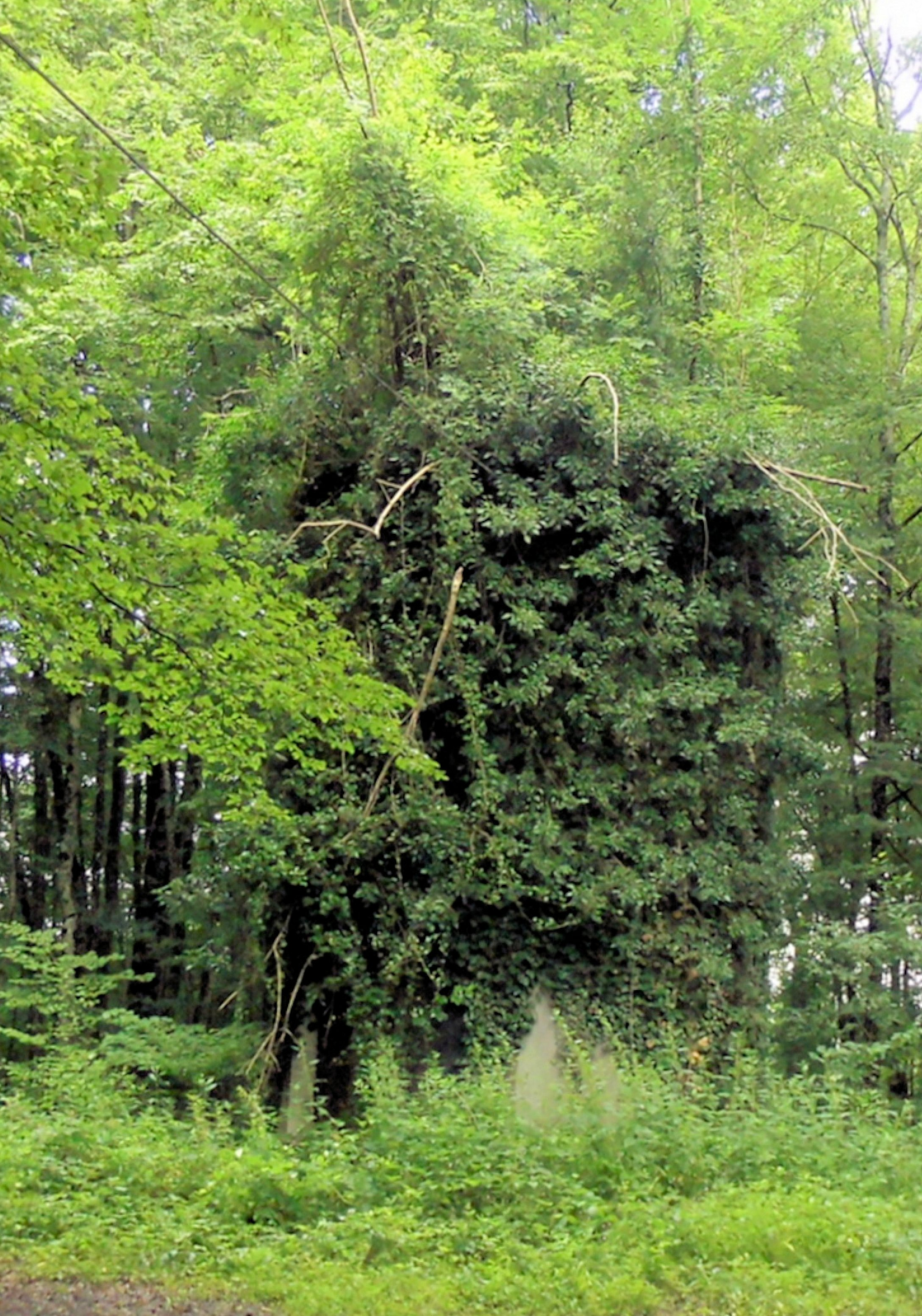
Reste des zerstörten Wasserturms in Étroitefontaine

Mit 630 Einwohnern (1. Januar 2022) gehört Athesans-Étroitefontaine zu den kleinen Gemeinden des Départements Haute-Saône. Während des gesamten 20. Jahrhunderts bewegte sich die Einwohnerzahl zwischen 420 und 610 Personen, wobei verschiedene Schwankungen verzeichnet wurden.

## Wirtschaft und Infrastruktur
Athesans-Étroitefontaine war schon früh neben der Landwirtschaft (Ackerbau, Obstbau und Viehzucht) und der Forstwirtschaft auch durch die Eisenhütte geprägt. Heute gibt es verschiedene Betriebe des lokalen Kleingewerbes, vor allem in den Bereichen Holz- und Nahrungsmittelverarbeitung sowie Feinmechanik. Mittlerweile hat sich das Dorf auch zu einer Wohngemeinde gewandelt. Viele Erwerbstätige sind deshalb Wegpendler, die in den größeren Ortschaften der Umgebung ihrer Arbeit nachgehen. Alljährlich wird in Athesans am ersten Sonntag im September ein Herbstmarkt durchgeführt.
Die Ortschaft liegt abseits der größeren Durchgangsachsen am Kreuzungspunkt der Straßen, die von Villersexel nach Ronchamp beziehungsweise von Lure nach L’Isle-sur-le-Doubs führen. Weitere Straßenverbindungen bestehen mit Granges-la-Ville, Gouhenans und Beveuge.